# Kanagawa prefektur
Kanagawa prefektur (神奈川県; Kanagawa-ken) är belägen i Kanto-området på ön Honshu, Japan. Residensstaden är Yokohama.

## Administrativ indelning
Prefekturen var år 2016 indelad i nitton städer (shi) och fjorton kommuner (machi eller mura).
De fjorton kommunerna grupperas i sex distrikt (gun). Distrikten har ingen egentlig administrativ funktion utan fungerar i huvudsak som postadressområden. 
Tre städer, Yokohama, Kawasaki och Sagamihara, har status som signifikant stad (seirei shitei toshi). 
Städer:
- Atsugi, Ayase, Chigasaki, Ebina, Fujisawa, Hadano, Hiratsuka, Isehara, Kamakura, Kawasaki, Minamiashigara, Miura, Odawara, Sagamihara, Yamato, Yokohama, Yokosuka, Zama, Zushi

Distrikt och kommuner:
| - Aikō - Aikawa - Kiyokawa - Ashigarakami - Kaisei - Matsuda - Nakai - Ōi - Yamakita | - Ashigarashimo - Hakone - Manazuru - Yugawara - Kōza - Samukawa - Miura - Hayama | - Naka - Ninomiya - Ōiso |

## Guvernörer
- Iwatarō Uchiyama, 12 april 1947–1967
- Bungo Tsuda, 23 april 1967–1975
- Kazuji Nagasu, 23 april 1975–22 april 1995
- Hiroshi Okazaki, 23 april 1995–22 april 2003
- Shigefumi Matsuzawa, 23 april 2003–22 april 2011
- Yūji Kuroiwa, 23 april 2011–[4]

Denna lista hämtas från Wikidata. Informationen kan ändras där.